# Jeżyna pachnąca
Jeżyna pachnąca (Rubus odoratus L.) – gatunek krzewu z rodziny różowatych występujący we wschodniej części Ameryki Północnej. Gdzie indziej w uprawie, także w Polsce.

## Morfologia
PokrójDorasta do 3 metrów wysokości. Ma pędy bezkolcowe o łuszczącej się korze.
LiściePojedyncze, pięcioklapowe, opadające na zimę.
KwiatyDuże, do 5 cm średnicy, pachnące, zebrane w szczytowe baldachogrona.
OwoceCzerwone, bez smaku.

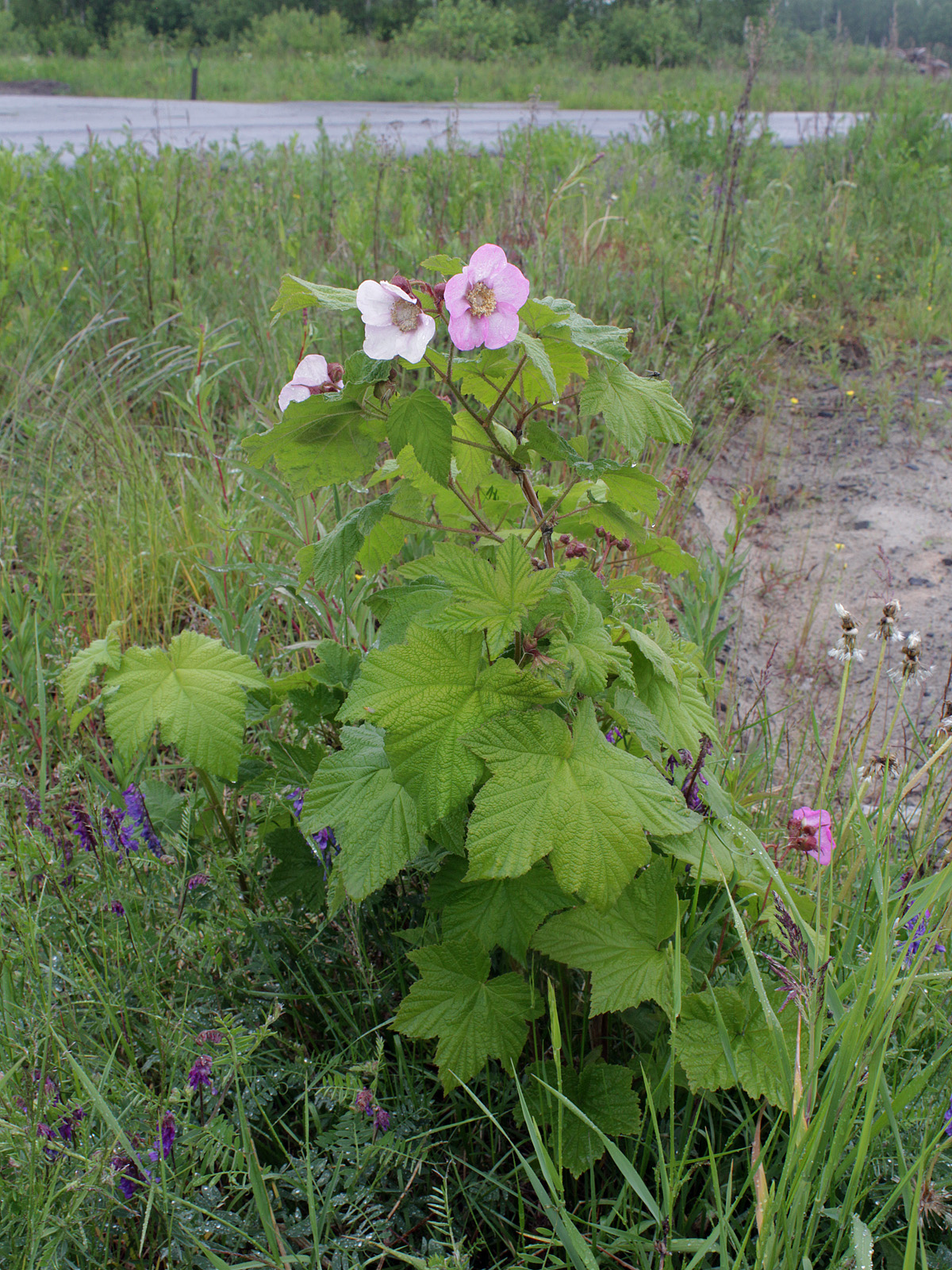
Pokrój
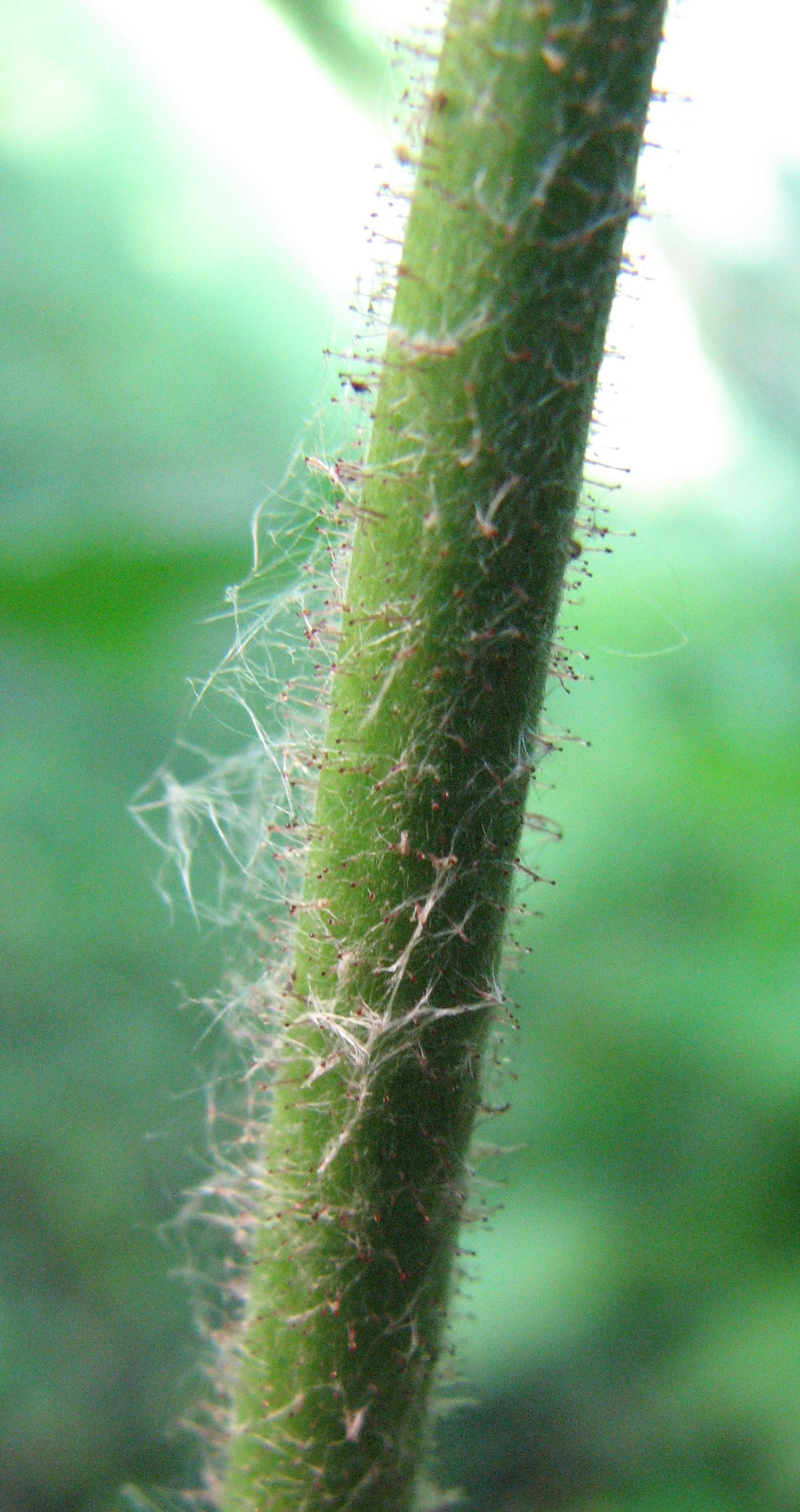
Łodyga
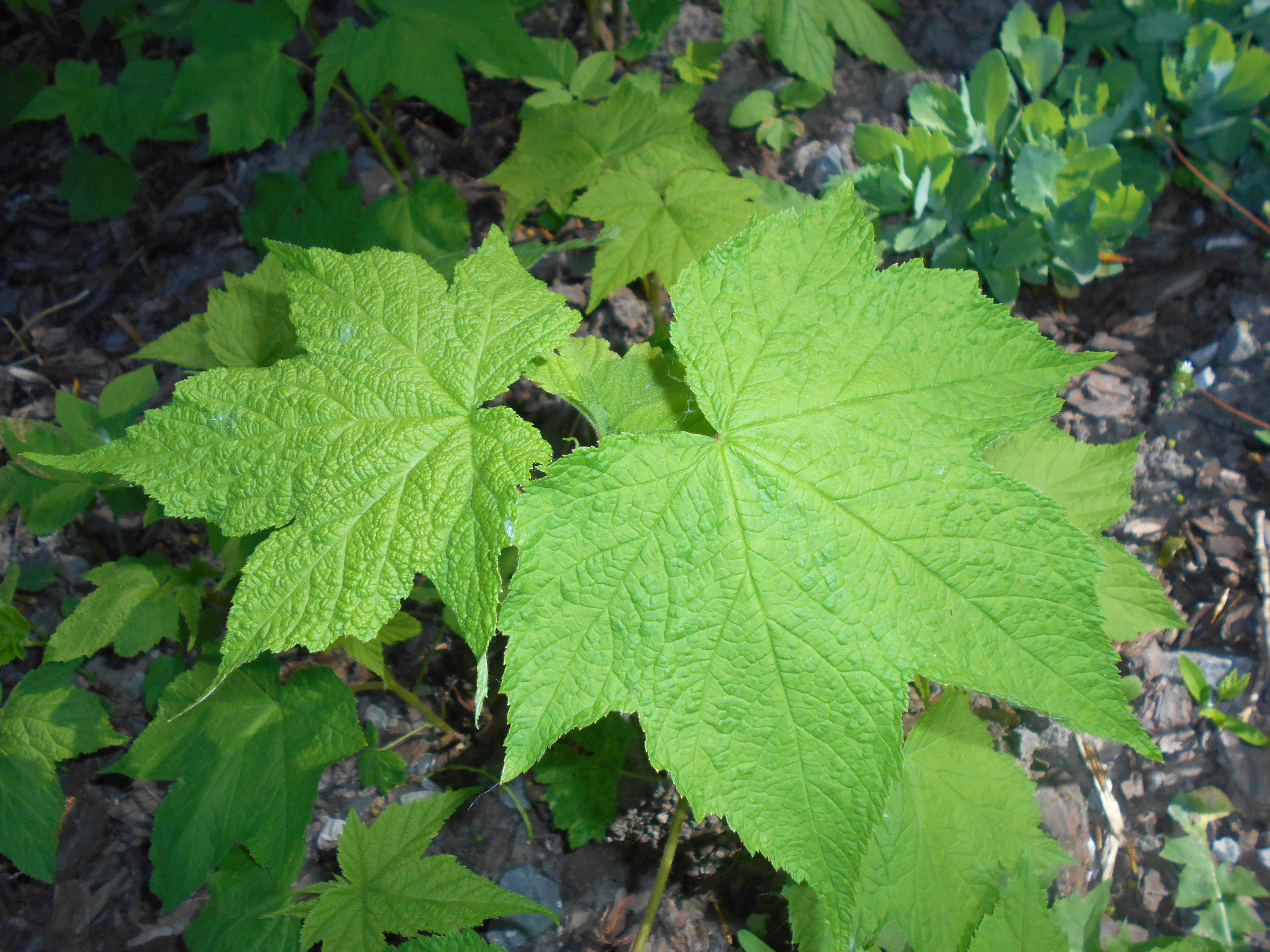
Młode liście
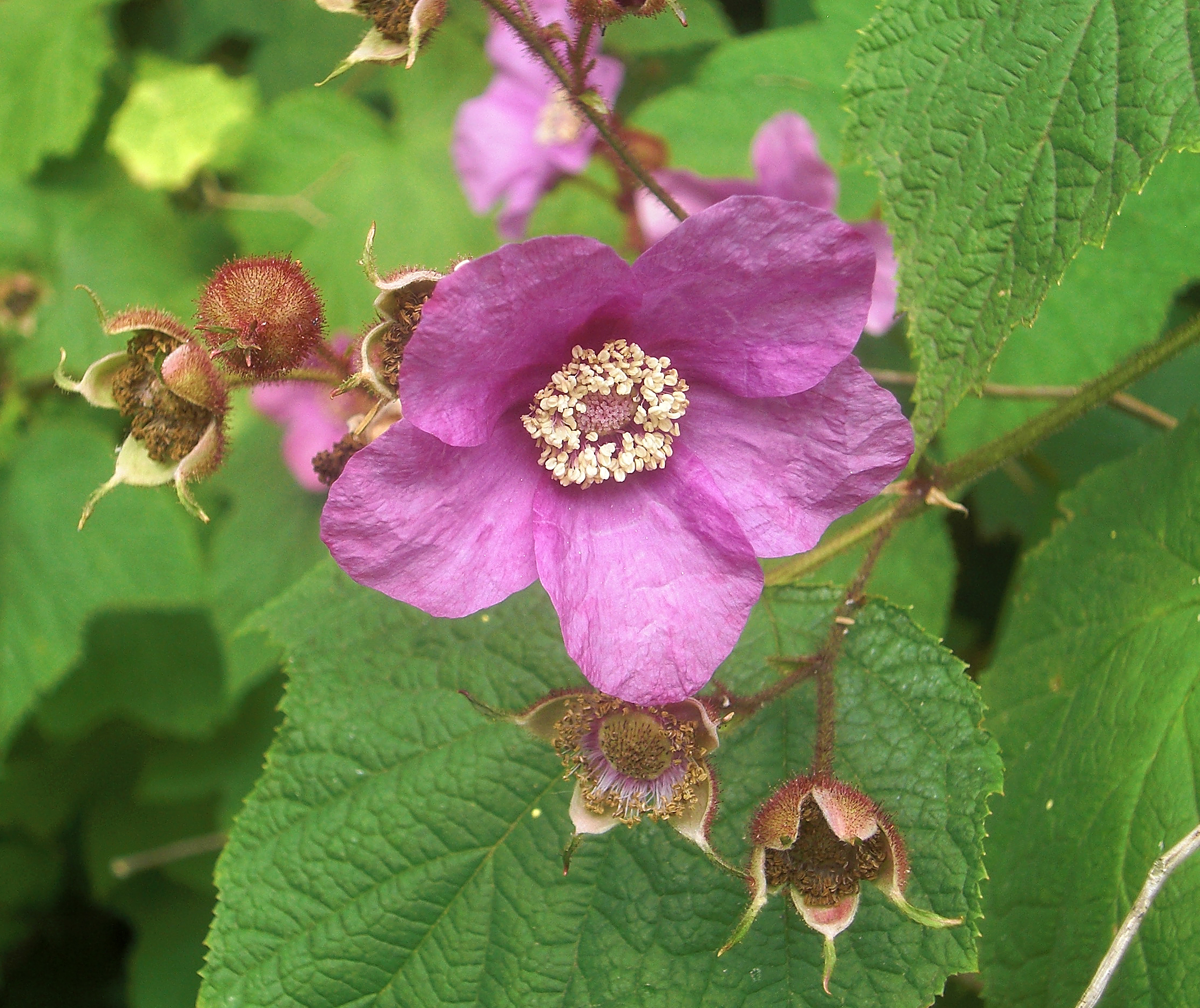
Kwiat
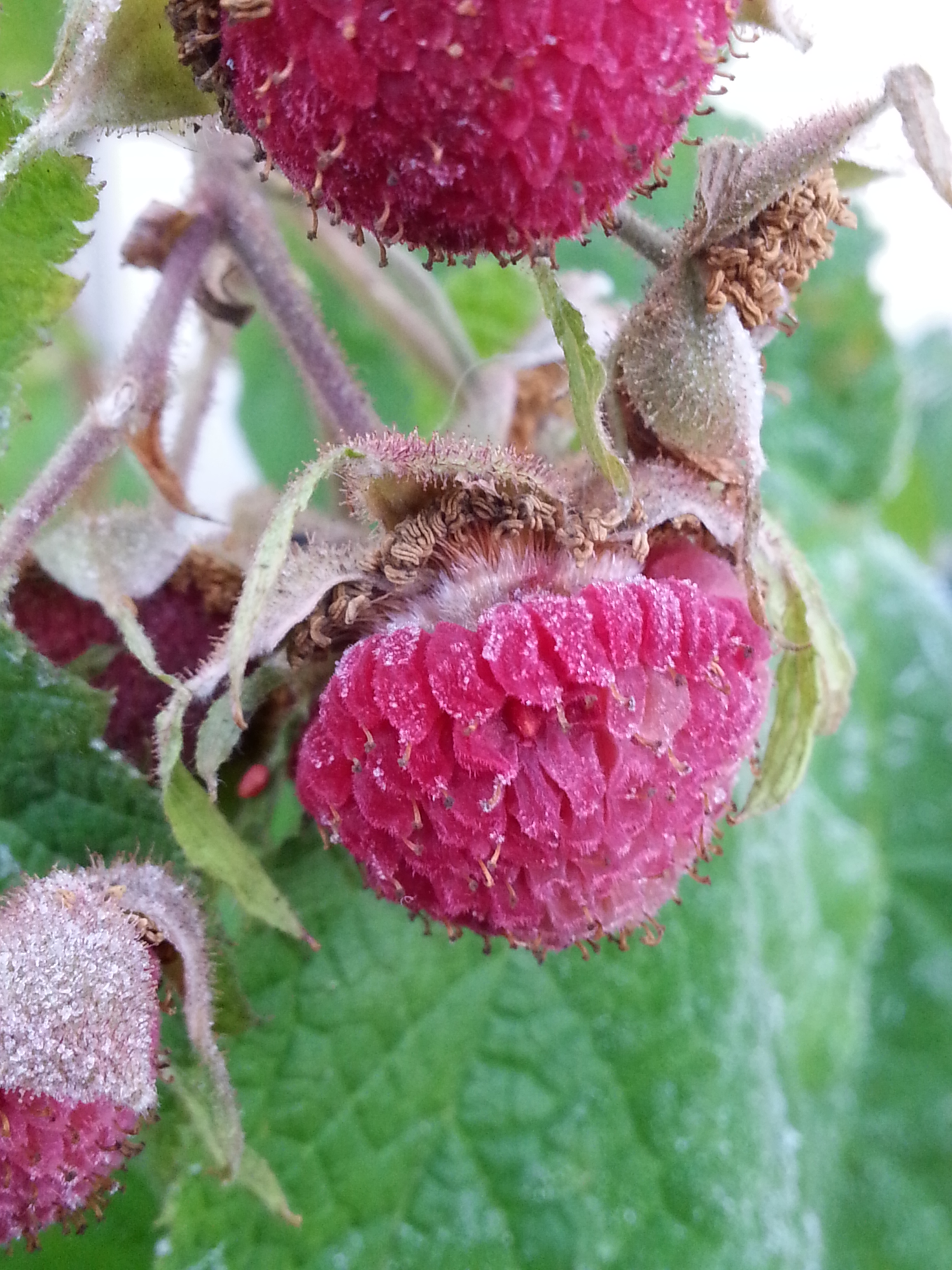
Owoce

## Zastosowanie
Jest sadzona jako krzew ozdobny. Całkowicie mrozoodporna, może być uprawiana w strefach 2-8. Preferuje przepuszczalne i średnio żyzne gleby oraz słoneczne stanowiska. Rozmnaża się przez podział korzeni, nasiona, sadzonki lub odrosty.